# Falelima
Falelima ist ein Dorf auf der Insel Savaiʻi in Samoa. Der Ort liegt am Südwestende der Insel im Distrikt Vaisigano. Es gehört zum Wahlbezirk (Faipule District) Alataua West. 2016 hatte der Ort 412 Einwohner.

## Geographie
Der Ort liegt an der Südküste der Insel zwischen Neiafu (W) und Matega, beziehungsweise Fagafau.

## Mythologie
In der samoanischen Mythologie wird das Dorf Falelima mit einem mächtigen Geist „Nifoloa“ verbunden.
Der samoanische Historiker Teo Tuvale (1855–1919) erklärt den Mythos in seiner Publikation An Account of Samoan History up to 1918:

„Der Langzähnige Teufel von Falelima.
Im Dorf Falelima lebte ein mächtiger Teufel, der einen langen Zahn besaß. Nach dem Tod dieses Teufels, der „Nifoloa“ (Langer Zahn) genannt wurde, wuchs der Zahn weiter und breitete sich schließlich unter der Erde bis zur Nachbarinsel Upolu aus. Viele Menschen wurden von diesem Zahn gebissen, was eine schlimme Wunde verursachte, deren Spuren auch nach der Heilung noch sichtbar sind. Menschen, die von diesem Zahn gebissen wurden, werden Nifoloa genannt.“